# Sankt Vith
Sankt Vith (franceză Saint-Vith) este un oraș germanofon din regiunea Valonia din Belgia. Comuna este formată din localitățile Sankt Vith, Recht, Schoenberg, Lommersweiler și Crombach. Suprafața totală este de 146,93 km². La 1 ianuarie 2008 comuna avea o populație totală de 9.242 locuitori. 
1. ↑  Crossroad Bank of Enterprises, accesat în 10 august 2023